# Supercopa de Campeones Intercontinentales 1968
La Supercopa de Campeones Intercontinentales de 1968 fue la primera edición de esta competición internacional oficial. Participaron Santos FC, Peñarol, Racing Club e Inter.

## Zona Sudamericana
| Equipo      | Pts | PJ | PG | PE | PP | GF | GC | Dif |
| ----------- | --- | -- | -- | -- | -- | -- | -- | --- |
| Santos      | 6   | 4  | 3  | 0  | 1  | 6  | 5  | +1  |
| Peñarol     | 5   | 4  | 2  | 1  | 1  | 7  | 2  | +5  |
| Racing Club | 1   | 4  | 0  | 1  | 3  | 3  | 9  | -6  |

- Santos clasifica a la Zona Intercontinental al ganar la Zona de su continente.

### Primera vuelta
Esta vuelta fue disputada en 1968.
| 13 de noviembre de 1968 | Peñarol                                        | 3:0 (1:0) | Racing Club | Estadio Centenario, Montevideo   |                                  |
|                         | P. Rocha 38' · A. Spencer 58' · P. Carrera 84' |           |             | Árbitro(s): Romualdo Arppi Filho | Árbitro(s): Romualdo Arppi Filho |

| 19 de noviembre de 1968 | Santos        | 2:0 (1:0) | Racing Club | Estadio Palestra Itália, São Paulo |                            |
|                         | Pelé 35', 57' |           |             | Árbitro(s): Esteban Marino         | Árbitro(s): Esteban Marino |

| 21 de noviembre de 1968 | Santos        | 1:0 (0:0) | Peñarol | Estadio Maracaná, Río de Janeiro                              |                                                               |
|                         | Clodoaldo 68' |           |         | Asistencia: 20.858 espectadores Árbitro(s): Aurelio Bossolino | Asistencia: 20.858 espectadores Árbitro(s): Aurelio Bossolino |

### Segunda vuelta
Esta vuelta fue disputada en el año 1969.
| 16 de abril de 1969 | Racing Club                 | 2:3 (1:0) | Santos                      | Estadio Presidente Perón, Avellaneda |                                 |
|                     | W. Machado da Silva 10' 87' |           | Toninho 47', 52' · Pelé 88' | Árbitro(s): Armando Pecha Rocha      | Árbitro(s): Armando Pecha Rocha |

| 19 de abril de 1969 | Peñarol                                            | 3:0 (1:0) | Santos | Estadio Centenario, Montevideo                                         |                                                                        |
|                     | Ramos Delgado 30' (a.g.) · P. Rocha 56' 70' (pen.) |           |        | Asistencia: 13.382 espectadores Árbitro(s): Guillermo Nimo (Argentina) | Asistencia: 13.382 espectadores Árbitro(s): Guillermo Nimo (Argentina) |

| 22 de mayo de 1969 | Racing Club             | 1:1 (1:1) | Peñarol              | Estadio Presidente Perón, Avellaneda |                                  |
|                    | W. Machado da Silva 44' |           | A. Basile 12' (a.g.) | Árbitro(s): Armando César Coelho     | Árbitro(s): Armando César Coelho |

| Bandera de Brasil                |
| Ganador Zona Sudamericana Santos |

## Zona Europea
El Inter clasifica directamente al rechazar el Real Madrid jugar la final por esta zona.
| Equipo         | Pts | PJ | PG | PE | PP | GF | GC | Dif |
| -------------- | --- | -- | -- | -- | -- | -- | -- | --- |
| Internazionale | 2   | 0  | 1  | 0  | 0  | 0  | 0  | 0   |
| Real Madrid    | 0   | 0  | 0  | 0  | 1  | 0  | 0  | 0   |

## Zona Intercontinental
| 24 de junio de 1969 | Internazionale | 0:1 (0:0) | Santos      | Stadio Giuseppe Meazza, Milán                                                     |                                                                                   |
|                     |                |           | Toninho 57' | Asistencia: 44.774 espectadores Árbitro(s): José Mario Ortiz de Mendibil (España) | Asistencia: 44.774 espectadores Árbitro(s): José Mario Ortiz de Mendibil (España) |

|                            |
| Bandera de Brasil          |
| Campeón Santos 1.er título |

| Predecesor: No Tiene | Supercopa de Campeones Intercontinentales 1968 | Sucesor: 1969 |

- Datos: Q1144272